# Valentino (entreprise)
Pour les articles homonymes, voir Valentino.
Valentino est une maison de couture italienne, créée à Rome en 1960 par Giancarlo Giammetti (it) et Valentino Garavani. Filiale du Valentino Fashion Group, elle est la propriété de la famille princière du Qatar (via son holding Mayhoola for Investments) depuis 2012, et cède 30% de son capital à Kering en 2023. Jacopo Venturini est CEO de Valentino depuis 2020 et Alessandro Michele directeur artistique depuis 2024.

## Historique

### Création
Dans les années 1970, le groupe financier Kenton Corporation prend des parts dans Valentino. À partir de décembre 1974, la marque développe sous licence avec C.Mendès un prêt-à-porter de luxe sous le nom de Valentino Boutique Ltd ; cette collaboration durera cinq ans. À l'issue de ce contrat, le prêt-à-porter de Valentino est fabriqué chez Gruppo GFT qui assure également à l'époque la production pour Ungaro ou Armani. Entretemps, Valentino développe une autre gamme de produits, la ligne Oliver ; une autre gamme, la ligne Miss V apparaitra également.

### Cession
En 1998, son compagnon Giancarlo Giammetti, vend l'entreprise pour environ 800 millions d'euros à un conglomérat italien ; quatre ans plus tard, l'entreprise est de nouveau revendue, cette fois ci à Marzotto.
À partir de 2005, la marque Valentino fait partie de la division habillement de Marzotto appelée Valentino Fashion Group et dont le siège est à Milan. En 2007, le groupe britannique Permira devient majoritaire dans Valentino S.A., puis revend sa participation en 2012 au fonds d'investissement qatarien Mayhoola. En 2007, le couturier présente à Paris sa dernière collection, avec trente mannequins défilant tous habillés du « rouge Valentino ».
Depuis 2008 et le départ du couturier fondateur, la direction artistique est assurée un temps par Alessandra Facchinetti, puis par Maria Grazia Chiuri jusqu'en juillet 2016, et Pierpaolo Piccioli sous la direction de Stefano Sassi (PDG). Le duo se connait depuis les années 1980, à la suite de leur rencontre par l'intermédiaire de Giambattista Valli. Après un passage chez Fendi, ils prennent la tête de la création féminine de Valentino en 2008, puis intègrent la ligne homme en 2012. Dès le défilé haute couture de janvier 2009 à Paris, ils renouvellent les traditions de la maison, tout en sobriété ; trois ans plus tard, le défilé homme à Florence est dans le même esprit (teints sombres, coupes minimalistes).

### 2018–2023
En 2018, Valentino obtient un score de 9 % de transparence sur la traçabilité et sa politique sociale et environnementale au Fashion Transparency Index élaboré par Fashion Revolution (en), soit l'un des plus bas des 150 entreprises du textiles les plus importantes à l'échelle mondiale.
En 2020, Valentino Beauty annonce qu'un nouveau parfum nommé Viva Voce sera lancé à la rentrée avec Lady Gaga comme égérie. Jacopo Venturini remplace Stefano Sassi à la direction générale de Valentino.
En 2022, Valentino s'appuie sur la couleur Pink PP, un rose intense, pour sa collection automne-hiver et la scénographie du défilé,. Issu d'un travail entre Pierpaolo Piccioli et l'entreprise Pantone, la couleur remporte un grand succès dans le milieu de la mode,,. Les mois suivants, la marque Valentino renforce son utilisation du Pink PP et en fait un élément de son identité artistique,.
En octobre 2023, Rosario Toscani le PDG d'Akoni annonce son partenariat avec la maison Valentino pour lancer une nouvelle collection de lunettes de soleil qui sera développée au Japon. La même année, Valentino Beauty collabore avec l'influenceuse Léna Situations en créant un évènement exceptionnel "la suite Valentino".
Le défilé de Valentino printemps–été 2024 a eu lieu à l'école des Beaux-Arts de Paris,. En mars 2024, Alessandro Michele est nommé directeur artistique de Valentino.

## Collections
En tant que membre correspondant de la Chambre syndicale de la couture parisienne, la maison dispose de l’appellation « haute couture » pour ses collections présentées lors de la Semaine de la mode de Paris.
- Valentino : Couture (à Rome), prêt-à-porter de luxe pour hommes et femmes.
- Valentino Roma : Prêt-à-porter pour hommes et femmes.
- Red Valentino : Prêt-à-porter pour jeunes femmes
- Valentino Garavani : Accessoires de mode et chaussures.

## Finances
Valentino est une filiale du Valentino Fashion Group, propriété depuis 2012 de la famille régnante du Qatar par l'intermédiaire d'un fonds d'investissement, Mayhoola for Investments SPC,. En juillet 2023, le groupe de luxe Kering prend une participation de 30 % dans la marque pour 1,7 milliard d'euros, avec une possibilité d'en acquérir les 70 % restant avant 2028.
| Année | CA (milliards euros) |
| ----- | -------------------- |
| 2022  | 1,4                  |
| 2023  | 1,35                 |

## Gouvernance

### Direction générale
- 2002-2006 : Michele Norsa[22]
- 2006-2012 : Stefano Sassi[2]

- Depuis 2020 : Jacopo Venturini[2]

### Direction artistique
- 1959-2007 : Valentino Garavani[23]

- 2007-2008 : Alessandra Facchinetti[24]
- 2008-2016 : Maria Grazia Chiuri (aux côtés de Pierpaolo Piccioli)[25]
- 2016-2024 : Pierpaolo Piccioli[26]
- Depuis 2024 : Alessandro Michele[3]

## Ambassadeurs de la marque
En 2023, Valentino désigne l'acteur chinois Yang Yang en tant qu'ambassadeur de sa marque,. La maison Valentino compte déjà un groupe d'ambassadeurs connu sous le nom de "Di.Vas"et dont parmi eux figure Suga, rappeur sud-coréen du groupe BTS.

## Galerie

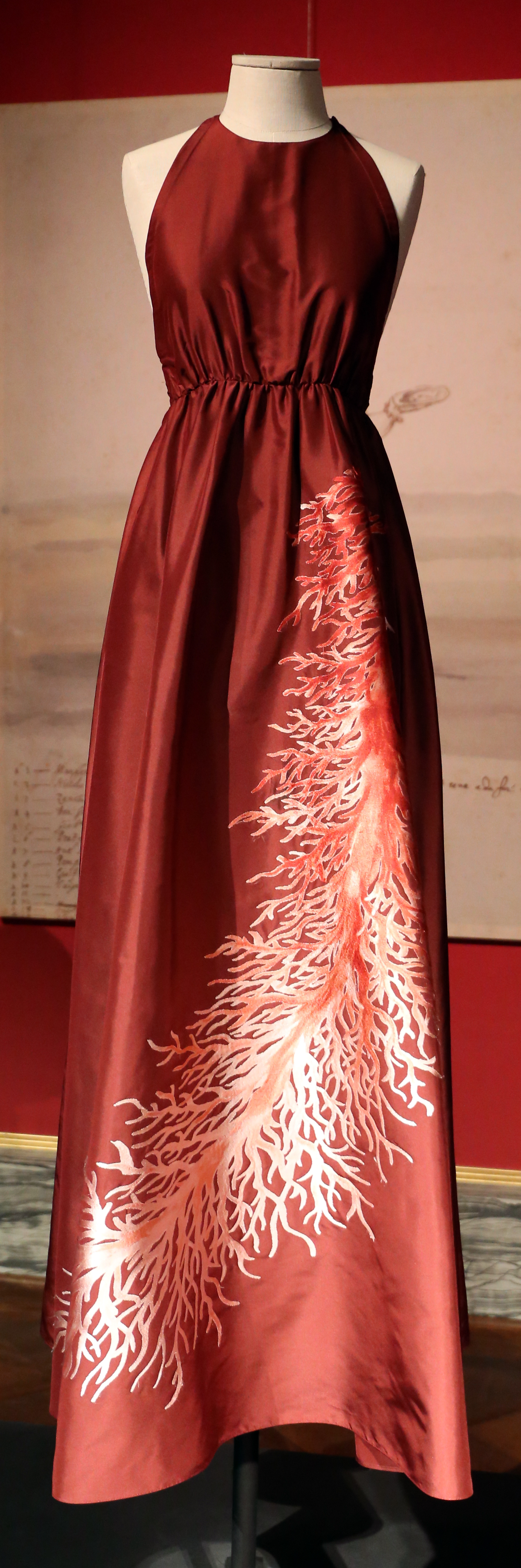
Exposée au Galleria del Costume (Florence)
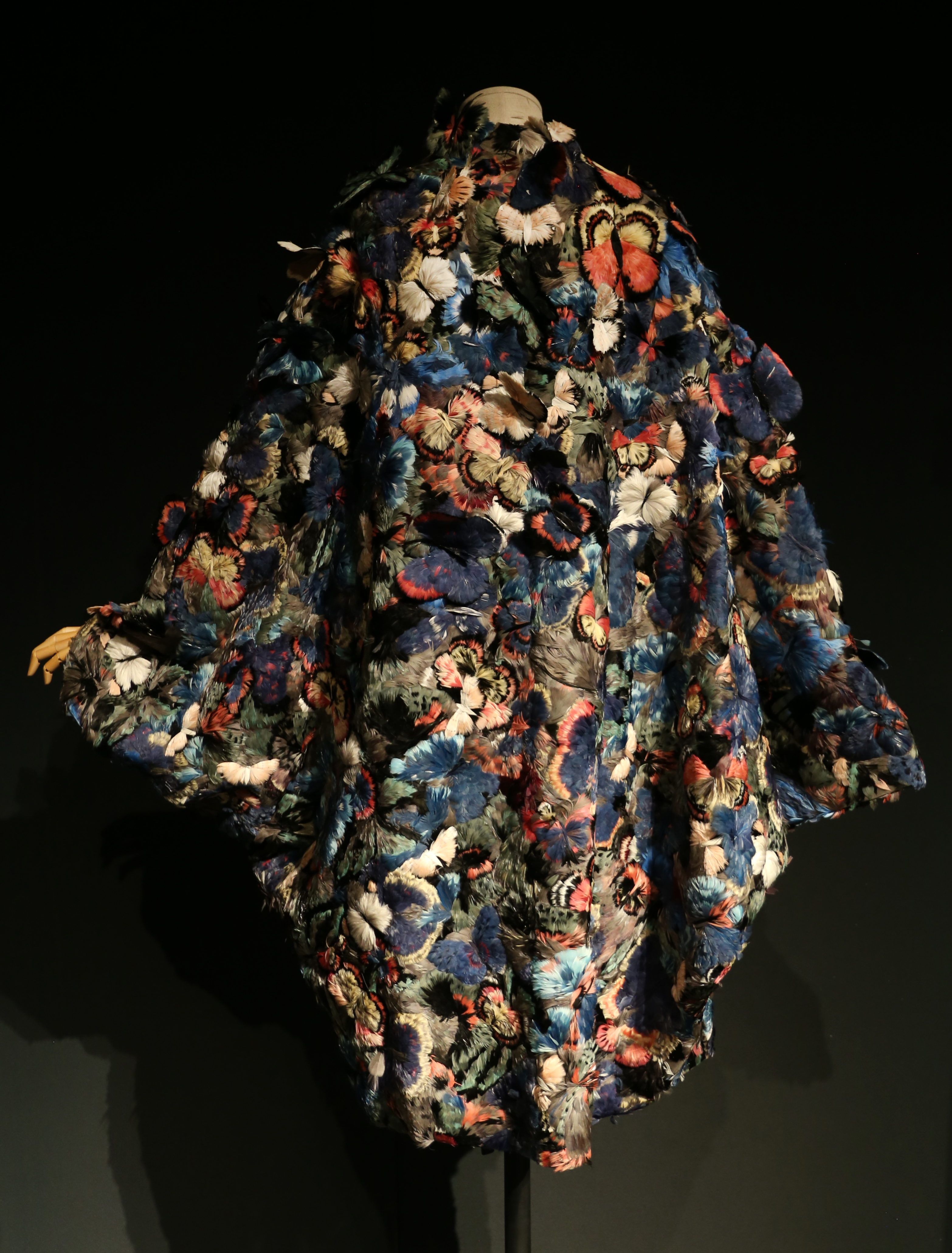
Exposée au Galleria del Costume (Florence)
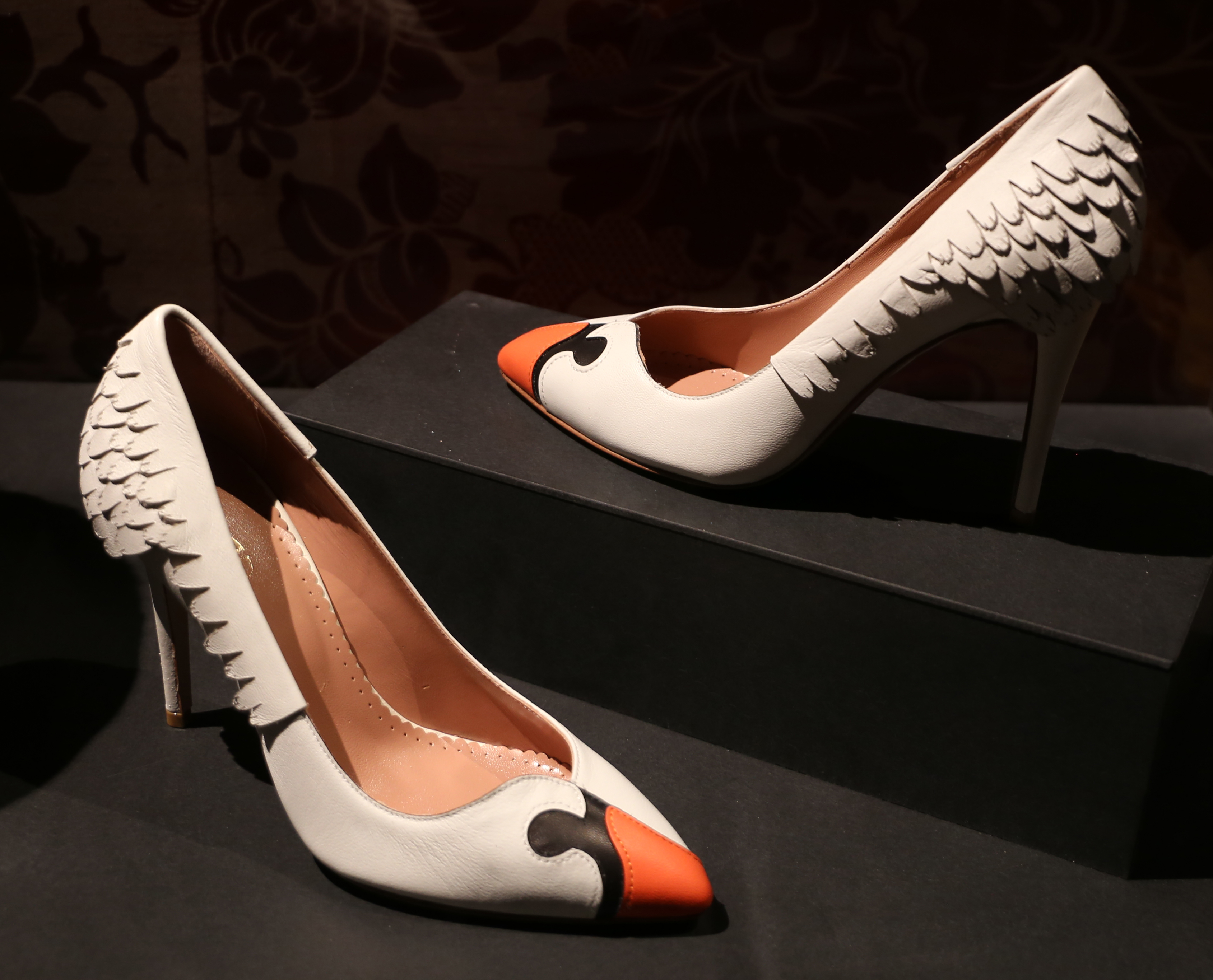
Exposées au Galleria del Costume (Florence)
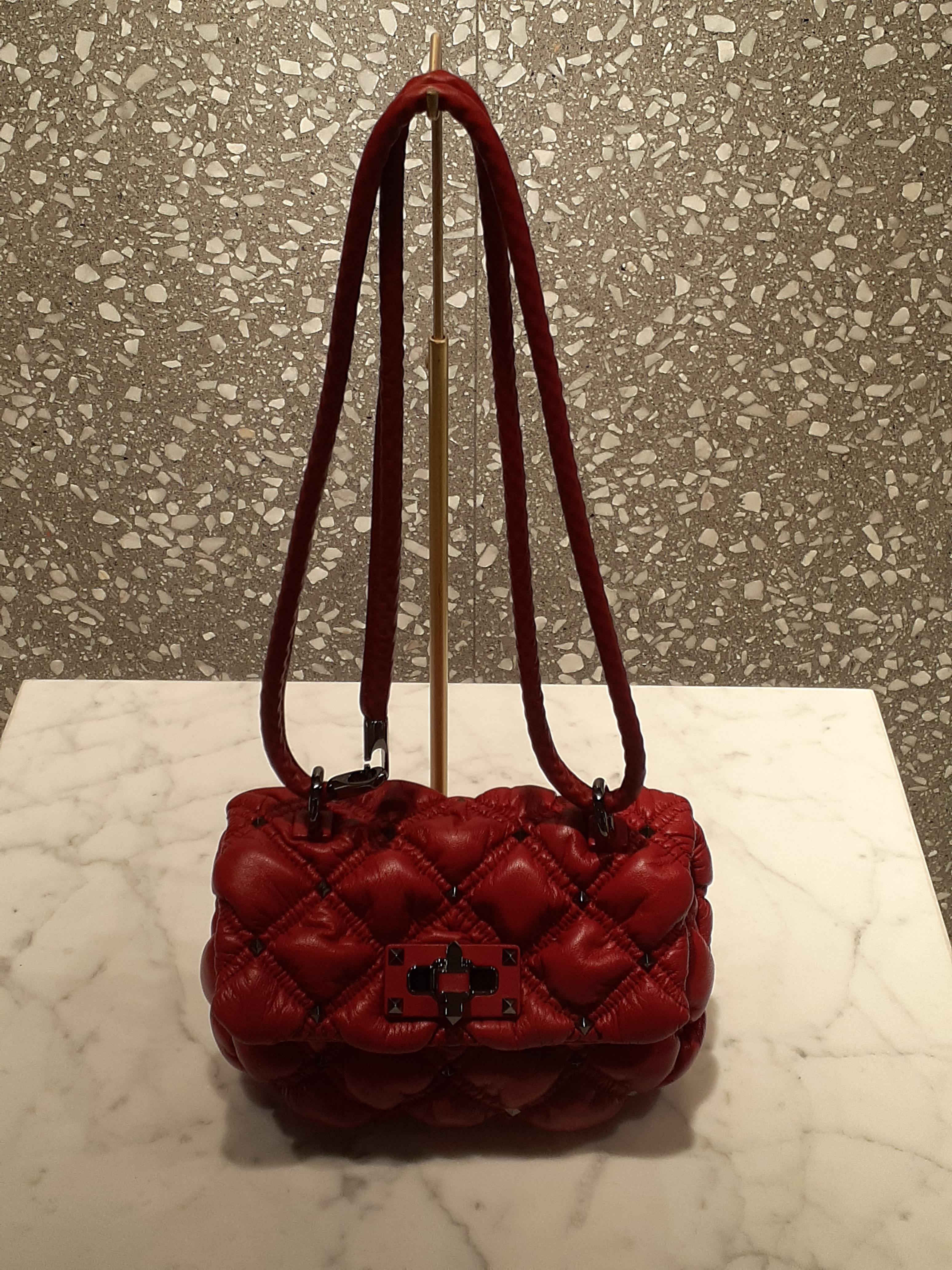
Sac-à-main dans un magasin à Hong-Kong
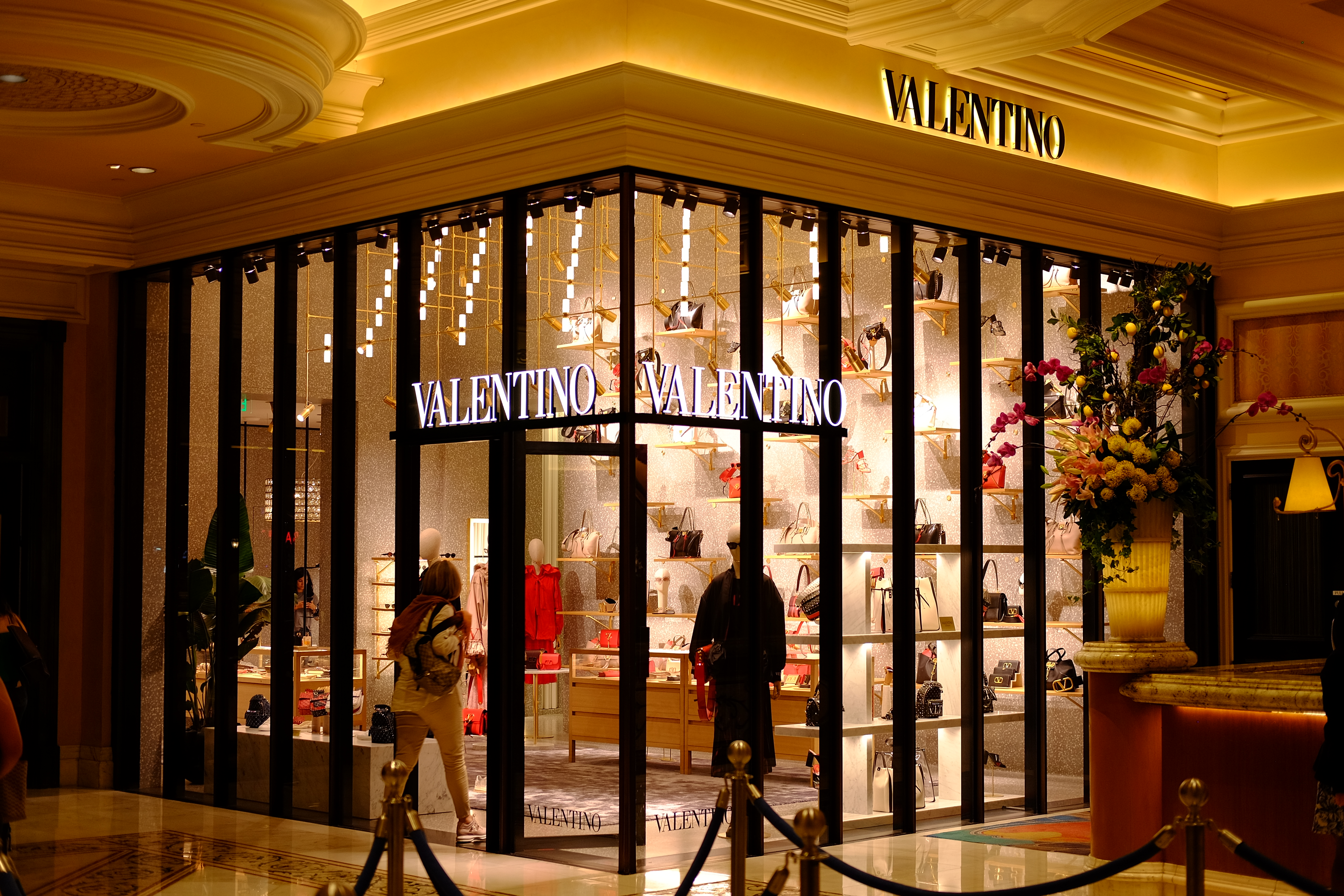
Valentino au Bellagio Hotel & Casino à Las Vegas, Nevada